# CEA-311 Anequim
CEA-311 Anequim é um avião monomotor experimental brasileiro, concebido e construído por uma equipe de alunos e pesquisadores do Centro de Estudos Aeronáuticos da Universidade Federal de Minas Gerais (UFMG) e pilotado por Gúnar Armin Halboth. O projeto teve início em Março de 2011 e o primeiro voo foi realizado em Novembro de 2014.
Em agosto de 2015, o monomotor entrou para a história mundial da aviação ao quebrar 5 recordes mundiais de velocidade da Federação Aeronáutica Internacional para aviões de 300 a 500 quilos.

## Recordes
Ao final de uma semana de atividades, a equipe obteve resultados expressivos frente às marcas anteriores, totalizando cinco novos recordes mundiais:
- - velocidade em 3 km linha reta: obtido através da média de velocidade de quatro passagens de 3 km, duas em cada sentido, para contabilizar as contribuições do vento, e com restrição de altitude. A velocidade média final foi de 521 km/h, sendo que uma das passagens foi feita a impressionantes 532 km/h. A marca anterior era de 466 km/h.
  - velocidade em 15 km linha reta: obtido através da média de velocidade de duas passagens de 15 km, uma em cada sentido, para contabilizar as contribuições do vento. A velocidade média final foi de 511 km/h, contra uma marca anterior de 454 km/h.
  - recorde de velocidade em circuito fechado de 100 km: obtido através da média de velocidade de um circuito fechado pré-declarado de 100 km, com restrições na variação de altitude e na largura dos portões de entrada e saída. A velocidade média final obtida foi de 490 km/h, 100 km/h mais veloz que a marca existente. Essa diferença das velocidades entre os recordes em linha reta e os recordes em circuito fechado se deve principalmente ao tempo na curva. No recorde em linha reta esse tempo obviamente não é contabilizado. Já em um percurso fechado, ele é levado em consideração. Isso leva à necessidade de um planejamento preliminar do percurso, pois se a curva for muito fechada, drena-se energia do avião. Se for muito aberta, perde-se muito tempo.
  - velocidade em circuito fechado de 500 km: obtido através da média de velocidade de um circuito fechado pré-declarado de 500 km, com restrições na variação de altitude na largura dos portões de entrada e saída. Assim como no recorde de 100 km, o tempo da curva é contabilizado, e a velocidade média final obtida foi de 493 km/h, superando e muito a marca anterior de 387 km/h.
  - tempo de subida até 3.000m: neste recorde, é contabilizado o tempo gasto pelo avião para sair da posição de repouso até chegar aos 3.000m (aproximadamente 10.000 pés). O cronômetro é disparado quando o GPS capta o menor movimento das rodas no início da corrida de decolagem, e é parado ao se cruzar a bareira dos 3.000m. O tempo final obtido foi de 2min e 26 segundos, uma melhora considerável em relação à marca anterior, de 3 min e 8 segundos.